# Ridder Grootkruis in de Militaire Willems-Orde
Binnen de Nederlandse Militaire Willems-Orde is de rang van ridder der Ie Klasse of ridder-grootkruis in de Militaire Willems-Orde de hoogste graad.
Dit grootkruis is in navolging van de Maria Theresiaorde ingesteld als onderscheiding voor zegevierende veldheren. Ook de staatshoofden van bondgenoten werden al vanaf het begin, het ging om de napoleontische oorlogen, met het grootkruis vereerd. Het was nooit de bedoeling dat een gewoon officier of zelfs een soldaat die immers ook in de Willemsorde kon worden opgenomen, bij bevordering Ridder Grootkruis of Ridder-Commandeur zou kunnen worden. Voor hen was na bevordering tot Officier in de Militaire Willems-Orde een Eresabel als eerstvolgende onderscheiding voor "moed, beleid en trouw" voorzien.
In de loop van de 19e eeuw werd de onderscheiding ook aan Nederlandse en buitenlandse prinsen verleend. De Nederlandse prinsen hadden zich overigens wel onderscheiden in veldtochten.
Bevriende staatshoofden werden regelmatig met een hoge Nederlandse onderscheiding gedecoreerd. Zij rekenen, met een beroep op het protocol, op de "hoogste onderscheiding" van Nederland. In een aantal gevallen heeft de regering in de 19e eeuw het grootkruis van de Militaire Willems-Orde toegekend. De laatste maal dat een bevriend staatshoofd zonder dat zijn land zich op bijzondere wijze als bondgenoot in een oorlog had onderscheiden op deze wijze werd gedecoreerd was in 1900. De Duitse keizer Wilhelm II bezocht Amsterdam en stond er op dat hij de Militaire Willems-Orde zou ontvangen. De Nederlandse regering gaf toe aan de druk van de verwende en veeleisende gast.
Toen de Peruviaanse president Manuel Prado y Ugarteche tijdens de regering van Koningin Juliana een staatsbezoek aan Nederland bracht weigerde de regering hem het gevraagde grootkruis in de Militaire Willems-Orde te gunnen. Zoals andere bevriende staatshoofden werd hij Ridder Grootkruis in de Orde van de Nederlandse Leeuw.

## De versierselen van een ridder-grootkruis
Uit de eerste jaren van de regering van Willem I is een tekening van een keten van de Militaire Willems-Orde bewaard gebleven. Het is bij een ontwerp gebleven en de ridders droegen volgens de Wet op de Militaire Willems-Orde een groot wit en groen geëmailleerd gouden kruis van de orde aan een oranje lint met blauwe strepen langs de rand over de rechterschouder op de linkerborst. Een dergelijk lint was gewoonlijk vijf vingers breed. Op de linkerborst werd een zilveren achtpuntige ster met daarop het kruis zonder de koningskroon gedragen.
In de eerste helft van de 19e eeuw werden dergelijke sterren vaak geborduurd van zilverdraad, gouddraad, pailetten en zijde. Omdat deze sterren snel sleten en vuil werden vonden geëmailleerde zilveren sterren na 1850 steeds meer ingang.
Men droeg de ster op de linkerborst zo dicht mogelijk op het hart. Voor het dragen van onderscheidingen bestaat een protocol dat in de loop van de 19e en 20e eeuw niet wezenlijk is veranderd. Wanneer er meerdere sterren werden gedragen was het in de 19e eeuw gebruikelijk om de sterren van de grootmachten Rusland, Oostenrijk, Engeland, Pruisen en Frankrijk een ereplaats te geven. De stichtingsdatum van de orden speelt bij het dragen en de volgorde waarin de sterren op de borst worden gedragen nog steeds een rol. Omdat de Militaire Willems-Orde in de vroege 19e eeuw een betrekkelijk nieuwe orde van een klein land was werd de ster op 19e-eeuwse portretten nog niet vaak afgebeeld.
De versierselen zoals die door de Grootmeester van de Militaire Willems-Orde en de Ridders der Ie Klasse worden gedragen zijn gelijk. In één geval heeft Koning Willem I zijn eigen zilveren ster als een bijzondere onderscheiding aan een nieuwbenoemde ridder-grootkruis geschonken. Het betrof Generaal David Hendrik Chassé, de verdediger van de citadel van Antwerpen.

## De ridders-grootkruis tot op heden
De onderstaande lijst is gebaseerd op de door George Carl Emil Köffler in 1940 gepubliceerde registers van de orde en is voor zover bekend compleet.

### De grootmeesters
Het is gebruikelijk dat een grootmeester van een ridderorde de versierselen van deze orde draagt. De Nederlandse koningen en koninginnen droegen de ster, het grootlint en het grootkruis van een ridder-grootkruis in de Militaire Willems-Orde bij hun inhuldiging. Ook bij belangrijke gelegenheden, bij het verlenen van de Willemsorde en bij het poseren voor portretten werden de versierselen vaak gedragen. De eerste koningen droegen de ster vrijwel altijd. In de 20e eeuw waren de koninginnen daarin terughoudender en zij gaven de voorkeur aan de versierselen van de Orde van de Nederlandse Leeuw. Koningin Beatrix droeg tijdens de plechtigheid waarin Marco Kroon op 22 mei 2009 met het ridderkruis van de Militaire Willems-Orde werd onderscheiden een nieuwe, voor die gelegenheid vervaardigde, decoratie in de vorm van een klein kruis aan een strik op de linkerschouder.
- Willem I der Nederlanden 1815 - 1840
- Willem II der Nederlanden 1840 - 1849
- Willem III der Nederlanden 1849 - 1890
- Wilhelmina der Nederlanden 1890 - 1948
- Juliana der Nederlanden 1948 - 1980
- Beatrix der Nederlanden 1980 - 2013
- Willem-Alexander der Nederlanden 2013 -

#### Grootkruis verleend aan Nederlanders
Koning Willem I verleende grootkruisen aan
- Willem Frederik George Lodewijk Prins van Oranje 8 juli 1815
- Jan Hendrik van Kinsbergen 8 juli 1815
- Jhr Jan Willem Janssens 8 juli 1815
- Leopold Graaf van Limburg Stirum, 8 juli 1815
- Jhr Theodorus Frederik van Capellen 20 september 1816
- Cornelis Rudolphus Theodorus baron Krayenhoff 12 mei 1823
- Hendrik Merkus Baron de Cock 25 oktober 1830
- Willem Frederik Karel Prins der Nederlanden 18 augustus 1831
- David Hendrikus Baron Chassé 25 december 1831

Koning Willem III verleende een grootkruis aan
- Jan van Swieten 12 mei 1874

Koningin Wilhelmina verleende een grootkruis aan
- Johannes Benedictus van Heutsz 14 maart 1903

Koningin Juliana verleende een grootkruis aan
- Prinses Wilhelmina der Nederlanden, prinses van Oranje-Nassau. De nieuwe vorstin benoemde haar moeder direct nadat zij was opgevolgd.

#### Grootkruis verleend aan buitenlanders
De Nederlandse koningen hebben 37 vreemdelingen, op 22 na allen regerende vorsten, benoemd tot ridder-grootkruis in de Militaire Willems-Orde.

Koningin Sophie hekelde in een brief aan haar Britse correspondentiepartner en vertrouweling Lady Malet de gelijktijdige benoeming van tsaar Alexander II van Rusland en Napoleon III van Frankrijk op 13 september 1855. De beide keizers waren elkaars tegenstanders in de Krimoorlog en Nederland was in dit conflict neutraal. De zeer Fransgezinde koningin beschouwde het diplomatieke gebaar waarin geen van beiden werd voorgetrokken als een laf gebaar.
Koning Willem I verleende grootkruisen aan
- Gebhard Leberecht von Blücher 8 januari 1815
- Friedrich Wilhelm Bülow von Dennewitz 8 juli 1815
- August Neidhardt von Gneisenau 8 juli 1815
- Willem van Pruisen 8 juli 1815
- Christiaan Lodewijk van Hessen-Darmstadt 3 augustus 1815
- Nicolas Charles baron De Vincent 3 augustus 1815
- Karl Philipp zu Schwarzenberg 27 augustus 1815
- Michael Andreas Barclay de Tolly 27 augustus 1815
- Charles Philippe Joseph Vorst van Wrede 27 augustus 1815
- Willem I van Württemberg 27 augustus 1815
- Edward Pellew, 1st Viscount Exmouth 20 september 1816
- Alexander I van Rusland 19 november 1818
- Constantin Paulowitz van Rusland 19 november 1818
- Michiel Paulowitz van Rusland 19 november 1818
- George IV van het Verenigd Koninkrijk 27 november 1818
- Frederik Willem III van Pruisen 9 juli 1821
- Lodewijk Anton van Bourbon 13 mei 1825
- Karel X van Frankrijk 13 mei 1825
- Nicolaas I van Rusland 1830
- Arthur Wellesley, 1815

Koning Willem II verleende grootkruisen aan
- Lodewijk Filips I van Frankrijk 22 maart 1842
- Frederik Willem III van Pruisen 1842
- Karel Bernhard Hertog van Saksen-Weimar-Eisenach, 8 oktober 1842. Hij was reeds ridder in de Militaire Willems-Orde sinds 1815. Hij was een militair in Nederlandse dienst maar geen Nederlander.

Koning Willem III verleende grootkruisen aan
- Frans Jozef I van Oostenrijk 21 juni 1849
- Ernst August I van Hannover 3 juli 1849
- Frederik VIII van Denemarken 21 juni 1849
- Oscar II van Zweden en Noorwegen 21 juni 1849
- Prins Paskewitsch van Erivan 1849
- Alexander II van Rusland 13 september 1855
- Napoleon III van Frankrijk 13 september 1855
- Alexander Baryatinsky 19 februari 1860
- Albert van Saksen 9 juli 1878
- Prins Frederik van Pruisen, de latere Keizer Frederik III van Duitsland 23 augustus 1878
- Prins Frederik Karel van Pruisen 23 augustus 1878
- Alexander III van Rusland 17 maart 1881

Koningin Wilhelmina verleende grootkruisen aan
- Wilhelm II van Duitsland 8 september 1889
- Franklin Delano Roosevelt, President van de Verenigde Staten van Amerika. De benoeming was postuum.
- George VI van het Verenigd Koninkrijk

Koningin Juliana verleende een grootkruis aan
- Keizer Haile Selassie van Ethiopië

Militaire Willems-Orde · Orde van de Nederlandse Leeuw · Orde van Oranje-Nassau · Huisorde van Oranje · Huisorde van de Gouden Leeuw van Nassau · Orde van de Gouden Ark · Ridderlijke Duitsche Orde, Balije van Utrecht · Johanniter Orde in Nederland
Zie ook: Ridderorden en onderscheidingen in Nederland